# Wulkow (Jerichow)
Wulkow ist eine Ortschaft der Einheitsgemeinde Stadt Jerichow im Landkreis Jerichower Land in Sachsen-Anhalt, (Deutschland).

## Geografie
Zur Ortschaft Wulkow gehören die Ortsteile Altbellin, Blockdamm, Großwulkow, Havemark, Hohenbellin und Kleinwulkow.

## Geschichte

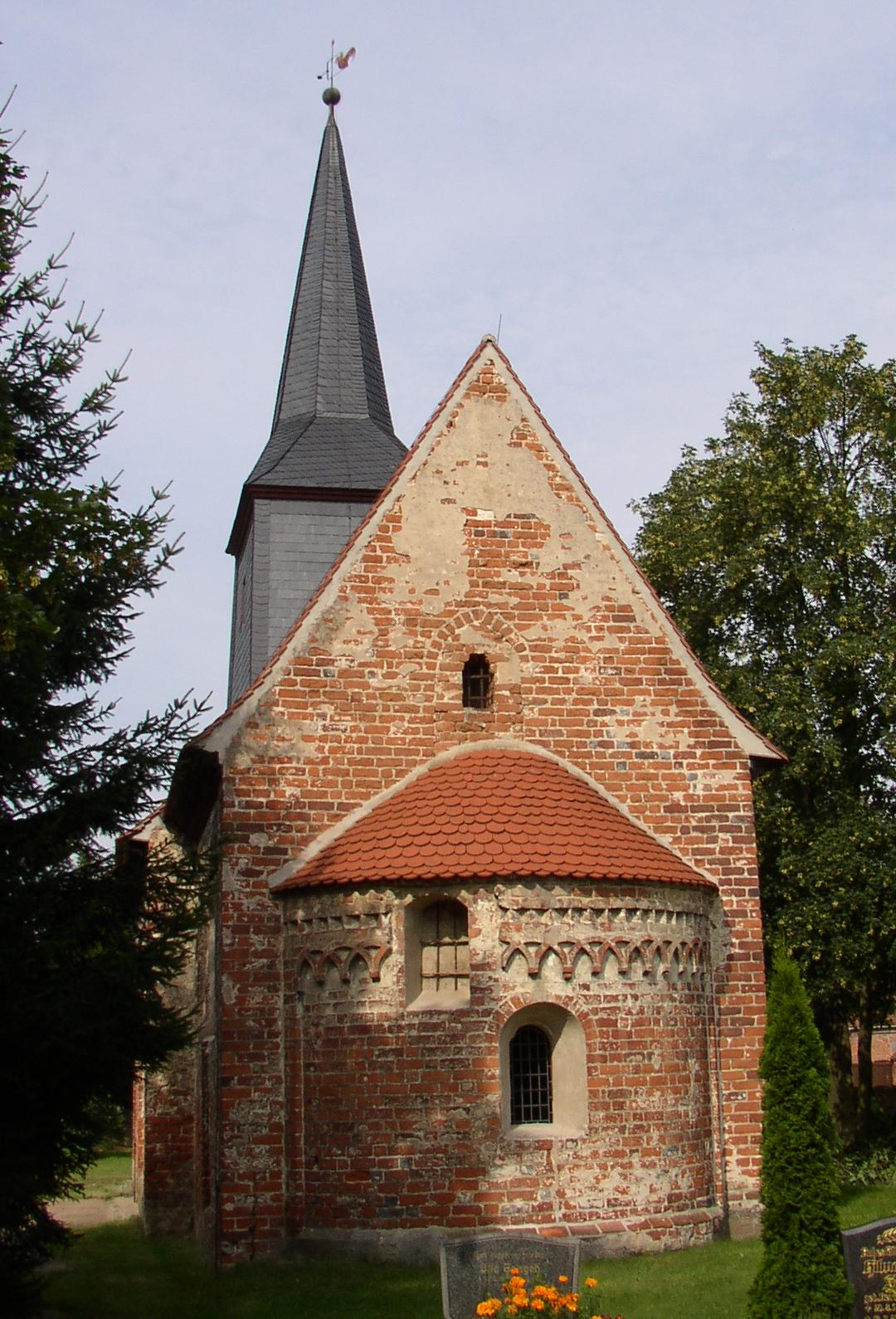
Romanische Dorfkirche in Kleinwulkow

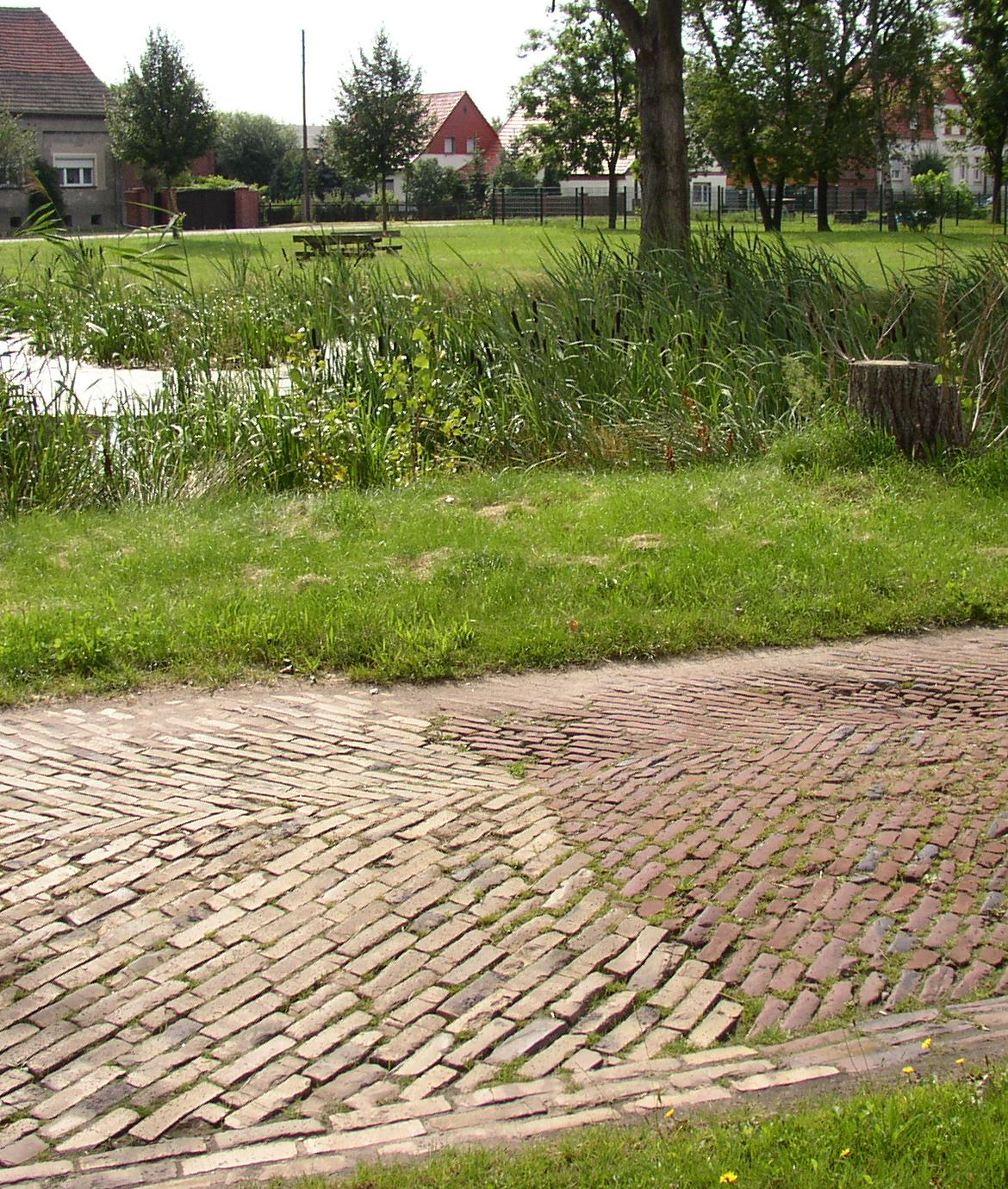
Ziegelstraße „Am Dorfanger“ in Kleinwulkow

Großwulkow wurde erstmals 1144 als Wolkowe urkundlich in der Stiftungsurkunde des Klosters Jerichow erwähnt.
Kleinwulkow ist eine Gründung von aus Großwulkow verdrängten Slawen. Die erste Erwähnung erfolgte 1144 als „Slavica Wulkowe“ in der Gründungsurkunde des Stiftes Jerichow.

### Eingemeindungen
Am 30. September 1928 war der Gutsbezirk Hohenbellin in eine Landgemeinde umgewandelt worden.
Am 20. Juli 1950 wurden die bis dahin eigenständigen Gemeinden Großwulkow und Kleinwulkow zur neuen Gemeinde Wulkow zusammengeschlossen.
Am 1. April 1974 wurde die Gemeinde Hohenbellin in Wulkow eingemeindet.
Durch einen Gebietsänderungsvertrag hat der Gemeinderat von Wulkow am 25. Mai 2009 beschlossen sich aufzulösen und mit 11 anderen Gemeinden sich zu einer neuen Einheitsgemeinde mit dem Namen Stadt Jerichow zu vereinigen. Dieser Vertrag wurde vom Landkreis als unterer Kommunalaufsichtsbehörde genehmigt und trat am 1. Januar 2010 in Kraft.
Im gleichen Atemzuge hörte auch die Verwaltungsgemeinschaft Elbe-Stremme-Fiener auf zu existieren, da sich alle ehemaligen Mitgliedsgemeinden zur neuen Einheitsgemeinde „Stadt Jerichow“ zusammenschlossen.

## Politik
Letzter Bürgermeister von Wulkow war Robert Krebs.

### Wappen und Flagge
Das Wappen wurde vom Magdeburger Kommunalheraldiker Jörg Mantzsch gestaltet und die Genehmigung erfolgte am 21. November 2008 durch den Landkreis.
Blasonierung: „In Blau auf einem gewölbten goldenen Schildfuß sitzend ein heulender silberner Wolf und ein von dessen Kopf überdeckter ungebildeter goldener Vollmond.“
Die Farben von Wulkow sind: Silber (Weiß) – Blau.
Die Flagge ist weiß-blau (1:1) gestreift (Querform: Streifen waagerecht verlaufend, Längsform: Streifen senkrecht verlaufend) und mittig mit dem Wappen belegt.
Historische Wappenbilder
Die ehemaligen Gemeinden Großwulkow, Hohenbellin und Kleinwulkow führten in ihrem Gemeindesiegel schon einmal ein wappenähnliches Siegelbild. Dieses wurde im Zeitraum nach dem Zweiten Weltkrieg bis ca. der Einführung der Bezirke und Kreise in der DDR (1945–1952) benutzt. Eine weitere Quelle ist das Kreisheimatmuseum in Genthin.

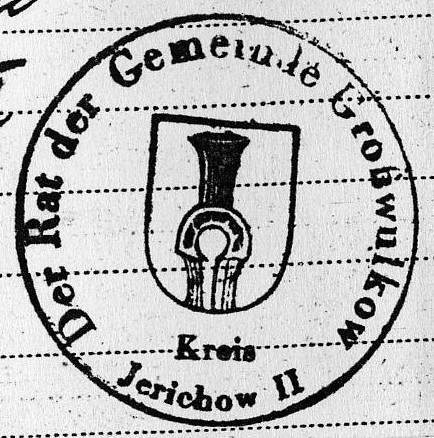
Altes Siegel der Gemeinde Großwulkow
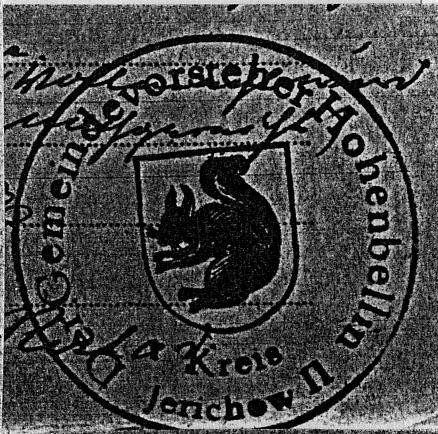
Altes Siegel der Gemeinde Hohenbellin
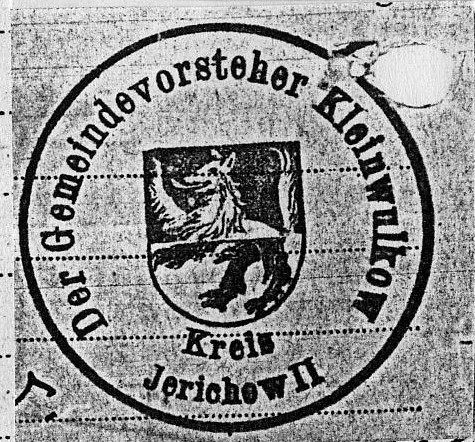
Altes Siegel der Gemeinde Kleinwulkow

## Sehenswürdigkeiten
- Die romanische Backsteinkirche in Großwulkow wurde um 1170 erbaut und erstmals 1172 in einer Urkunde des Erzbischofs Wichmann von Magdeburg erwähnt. Triumphkreuz und Taufe stammen von etwa 1160, die Glocke von etwa 1200 und die sonstige Ausstattung aus dem 18. Jahrhundert. Die Kirche ist heute eine Station an der Straße der Romanik.
- Romanische Backsteinkirche in Kleinwulkow (um 1200 als Filialkirche zu Großwulkow erbaut, Turm 1784 aufgesetzt). Seit 1985 wurde die Kirche in mehreren Schritten restauriert.
- Bronzezeitliches Hügelgräberfeld von etwa 1500 v. Chr. mit 117 Grabhügeln (Nähe Havemark).
- Miniaturburg in Kleinwulkow. Burgartige Anlage bestehend aus 2 jeweils 5 Meter hohen Granitsteintürmen umringt von einer ~2 Meter hohen Mauer. Das Gebäude befindet sich in Privatbesitz, kann aber besichtigt werden.

An der Restaurierung der Kirchen in Großwulkow und Kleinwulkow war auch die Deutsche Stiftung Denkmalschutz beteiligt.

## Kultur
Der Geschichtskreis & Marionettenbühne im Kirchspiel Wulkow/Wust (GuM) kümmert sich außer um die romanischen Dorfkirchen in Groß- und Kleinwulkow auch um die in den Ortsteilen Wust, Melkow und Sydow der Gemeinde Wust sowie um die frühgotische Dorfkirche in Wust-Briest, die die Marionettenbühne beherbergt. 2006 erhielt der GuM die Silbermedaille des durch den Tourismusverband Sachsen-Anhalt e. V. vergebenen Romanikpreises.